# 헤데모라시

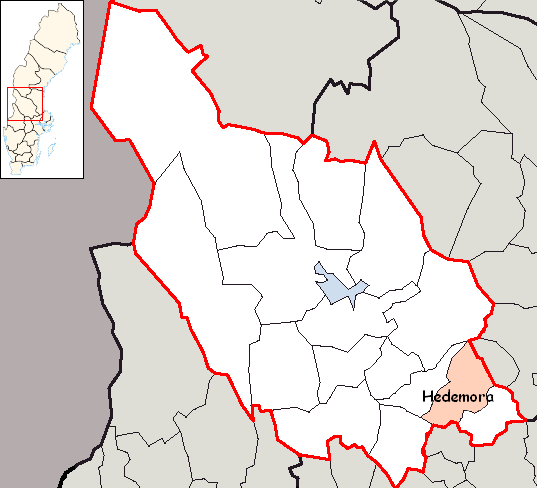
헤데모라 시의 위치

헤데모라시(스웨덴어: Hedemora kommun)는 스웨덴 달라르나주에 위치한 지방 자치체로 행정 중심지는 헤데모라이며 면적은 928.77km2, 인구는 15,461명(2016년 12월 31일 기준), 인구 밀도는 17명/km2이다.

시 문장